# Juan Bogas
Juan (Ioan) Bogas fue un general bizantino del siglo X. En 917 fue enviado con los pechenegos para formar una alianza contra Bulgaria, sin embargo, a pesar de que fue capaz de sobornar a algunos de sus líderes tribales, el almirante bizantino Romano Lecapeno no logró transportarlos para que cruzaran el Danubio. Al mismo tiempo, fue destruido todo el ejército bizantino en la Batalla de Aqueloo por los búlgaros bajo el emperador Simeón el Grande. Después de su regreso a Constantinopla, Bogas y Romano estaban entre los nobles a quienes se culpó de la derrota.